# Christopher Opéri
Christopher Téa Opéri (* 29. dubna 1997) je profesionální fotbalista z Pobřeží slonoviny, který hraje na pozici levého obránce za turecký klub İstanbul Başakşehir FK a národní tým Pobřeží slonoviny.

## Klubová kariéra
Po letech strávených v mládežnické akademii v Caen přestoupil Opéri 24. července 2017 do LB Châteauroux. Svůj první profesionální zápas odehrál 22. září 2017 při prohře 2:1 v Ligue 2 s Gazélec Ajaccio.
Dne 2. června 2021 podepsal dvouletou smlouvu s klubem KAA Gent v Belgii. Dne 21. června 2022 byla smlouva s Opérim po vzájemné dohodě ukončena.
Dne 29. června 2022 se Opéri vrátil do Francie a podepsal dvouletou smlouvu s Le Havre.
Dne 7. ledna 2025 podepsal klub Süper Lig İstanbul Başakşehir smlouvu s Opérim na 3,5 roku.

## Reprezentační kariéra
Opéri debutoval za národní tým Pobřeží slonoviny 7. června 2024 v kvalifikaci na Mistrovství světa ve fotbale 2026 proti Gabonu na Amadou Gon Coulibaly Stadium. V 86. minutě vystřídal Ghislaina Konana při vítězství Pobřeží slonoviny 1:0.

## Osobní život
Opéri se narodil v Pobřeží slonoviny místnímu otci a francouzské matce a v mladém věku se přestěhoval do Francie. Jeho strýc Cyril Domoraud je bývalý profesionální fotbalista.

## Statistiky

### Klubové
Platí k zápasu hranému 21. prosince 2024.
| Klub              | Sezóna            | Liga                   | Liga   | Liga | Národní pohár | Národní pohár | Ligový pohár | Ligový pohár | Kontinentální | Kontinentální | Ostatní | Ostatní | Celkově | Celkově |
| Klub              | Sezóna            | Soutěž                 | Zápasy | Góly | Zápasy        | Góly          | Zápasy       | Góly         | Zápasy        | Góly          | Zápasy  | Góly    | Zápasy  | Góly    |
| ----------------- | ----------------- | ---------------------- | ------ | ---- | ------------- | ------------- | ------------ | ------------ | ------------- | ------------- | ------- | ------- | ------- | ------- |
| Caen              | 2016/17           | Ligue 1                | 0      | 0    | 0             | 0             | 1            | 0            | —             | —             | —       | —       | 1       | 0       |
| Châteauroux       | 2017/18           | Ligue 2                | 2      | 0    | 1             | 0             | 0            | 0            | —             | —             | —       | —       | 3       | 0       |
| Châteauroux       | 2018/19           | Ligue 2                | 22     | 0    | 2             | 0             | 1            | 0            | —             | —             | —       | —       | 25      | 0       |
| Châteauroux       | 2019/20           | Ligue 2                | 23     | 2    | 1             | 0             | 0            | 0            | —             | —             | —       | —       | 24      | 2       |
| Châteauroux       | 2020/21           | Ligue 2                | 26     | 1    | 1             | 0             | —            | —            | —             | —             | —       | —       | 27      | 1       |
| Châteauroux       | Celkově           | Celkově                | 73     | 3    | 5             | 0             | 1            | 0            | 0             | 0             | 0       | 0       | 79      | 3       |
| Châteauroux B     | 2019/20           | Championnat National 3 | 1      | 0    | —             | —             | —            | —            | —             | —             | —       | —       | 1       | 0       |
| Gent              | 2021/22           | Jupiler Pro League     | 9      | 0    | 1             | 0             | —            | —            | 6             | 0             | 1       | 0       | 17      | 0       |
| Le Havre          | 2022/23           | Ligue 2                | 35     | 2    | 0             | 0             | —            | —            | —             | —             | —       | —       | 35      | 2       |
| Le Havre          | 2023/24           | Ligue 1                | 28     | 3    | 1             | 0             | —            | —            | —             | —             | —       | —       | 29      | 3       |
| Le Havre          | 2024/25           | Ligue 1                | 13     | 0    | 1             | 0             | —            | —            | —             | —             | —       | —       | 14      | 0       |
| Le Havre          | Celkově           | Celkově                | 76     | 5    | 2             | 0             | 0            | 0            | 0             | 0             | 0       | 0       | 78      | 5       |
| Celkově v kariéře | Celkově v kariéře | Celkově v kariéře      | 159    | 8    | 8             | 0             | 2            | 0            | 6             | 0             | 1       | 0       | 176     | 8       |

### Reprezentační
Platí k zápasu hranému 19. listopadu 2024.
| Národní tým       | Rok     | Zápasy | Góly |
| ----------------- | ------- | ------ | ---- |
| Pobřeží slonoviny | 2024    | 7      | 0    |
| Celkově           | Celkově | 7      | 0    |